# Poesia de vanguarda
Poesia de vanguarda é um termo genérico utilizado para definir toda aquela obra de arte que pode ser incluída no gênero poesia enquanto atender a procedimentos e posturas relacionadas aos de uma "parcela da intelligentsia que exerce ou procura exercer um papel pioneiro, desenvolvendo técnicas, ideias e conceitos novos, avançados, especialmente nas artes", conforme definição do termo vanguarda do Dicionário Houaiss. 

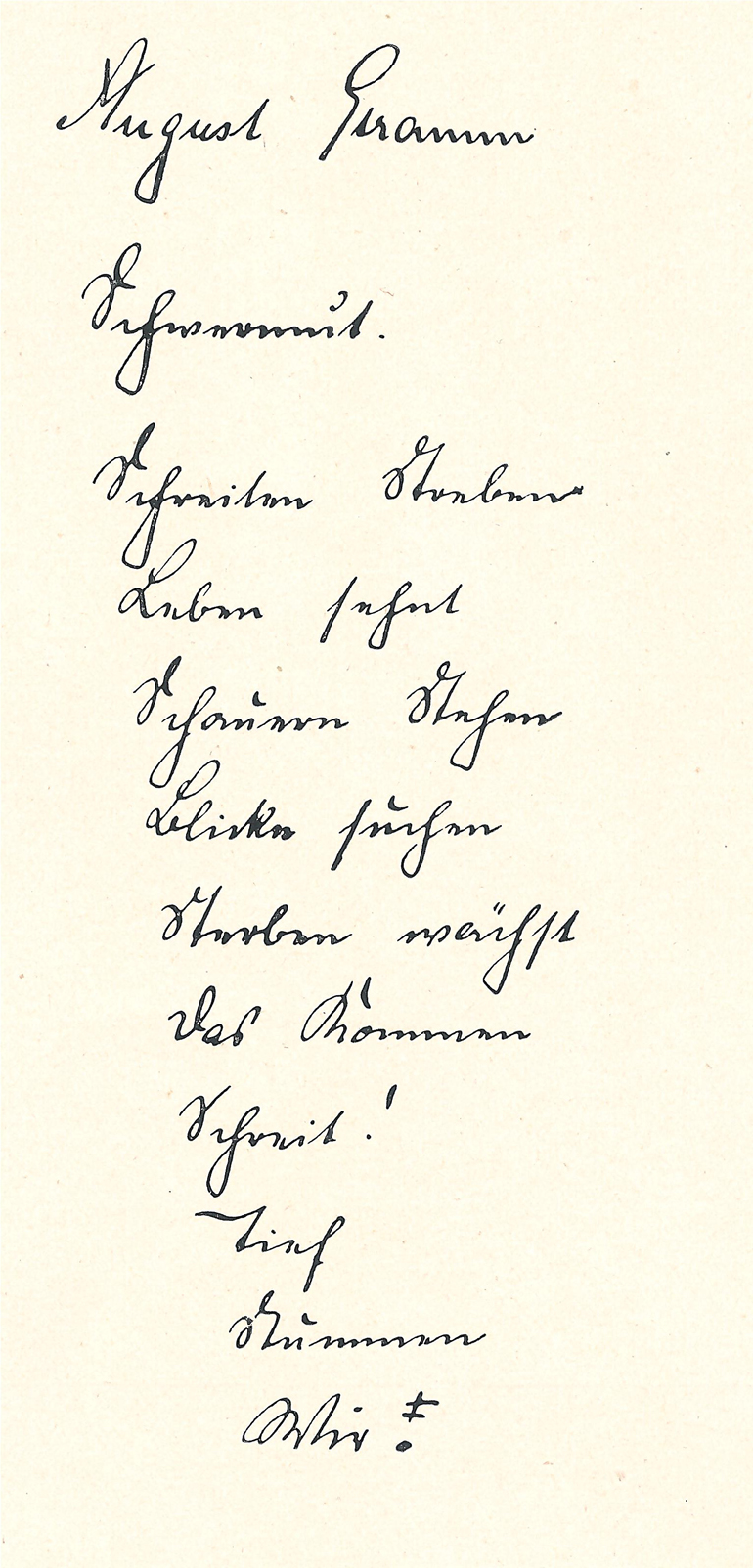
Manuscrito de August Stramm, poeta pertencente ao Expressionismo, possivelmente o primeiro movimento de vanguarda em poesia.

A etimologia da palavra é francesa, sendo derivada de "avant-garde", expressão de cunho militar que significaria "linha de frente" . 
Definindo-se as vanguardas artísticas a partir da sua etimologia e dos primeiros grupos de artistas a se referirem como vanguarda à sua arte, os das chamadas "vanguardas históricas" europeias, poderemos definir o que seria uma poesia de vanguarda.

## Vanguardas europeias
É sabido que é a partir de movimentos artísticos europeus do início do século XX que o termo vanguardas é aplicado à arte. A escolha do termo não é casual, e refere-se a movimentos artísticos que foram considerados, ou se auto-proclamaram, à frente de seu tempo, procurando produzir obras para "o futuro", rompendo com uma tradição. Neste sentido, nenhum termo parece mais próximo do termo vanguarda que o termo Futurismo, criado para designar um dos movimentos da vanguarda europeia, e que teve origem na Itália.
O “momento futurista”, expressão criada por Renato Poggioli em Teoria dell’arte di avanguardia, correspondeu a uma “breve fase utópica do modernismo inicial, quando os artistas se sentiram às vésperas de uma nova era, que seria mais excitante, mais promissora e mais inspiradora do que qualquer outra precedente” (Perloff, 1993: 80). Ou seja, os primeiros movimentos das chamadas vanguardas, no início do século XX, chamado aqui "momento futurista", tinham uma visão utópica e insurgiam-se contra o passado.

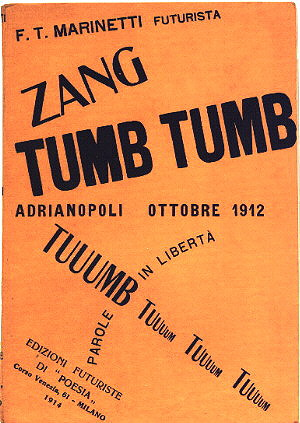
Capa de Zang Tumb Tumb, também chamado de Zang Tumb Tuuum, poema visual e sonoro escrito por F.T. Marinetti, em publicação de 1914.

Por isso o poeta e teórico mexicano Octavio Paz falará em uma "tradição da rupura", uma tradição da mudança e da contestação de padrões, a qual caracterizará a poesia moderna e a modernidade, sendo herdada por esta. Paz parece, no entanto, usar os termos "moderno" e "vanguarda" de forma indistinta.
Conforme a poeta e teórica portuguesa Ana Hatherly, “A literatura de vanguarda, que surge na sociedade burguesa, é antiburguesa”.  Sem dúvida, se somos uma linha de frente, estamos combatendo algo. Os primeiros grupos de vanguarda escolheram como inimigo o passado, associando-o aos antigos valores burgeses. Como bem observa o poeta Cláudio Daniel em Vanguarda poética em Portugal, "A insurgência das vanguardas contra a cultura burguesa logo assumiu o aspecto da militância política comunista ou fascista, expressões opostas do mesmo ideal de virar o mundo pelo avesso."
Observe-se que a vanguarda poderia se manifestar como técnica nova, simplesmente, o que poderia nos fazer crer que um poeta como Dante foi um vanguardista, tendo trazido uma visão nova de mundo e o uso de novas técnicas de escrita, pois ele estaria agindo dentro do princípio da ruptura proposto por Octavio Paz. No entanto, as intituladas vanguardas do século XX vão além disto, como vimos, tentando romper em absoluto, de forma iconoclasta, o vínculo com o passado, não admitindo portanto, precursores. Pretendem veicular uma informação nova, e acreditam que para isto é necessário uma forma nova, o que se resume na fórmula de Maiakovski: Não há arte revolucionária sem forma revolucionária. Pretendiam, então, revolucionar a sociedade e a arte. Por outro lado, se para transmitir uma informação nova necessitavam de uma "forma" nova, as inovações formais das vanguardas não surgiram de forma gratuita.
Uma postura contestatória que se manifesta deste o Romantismo, principalmente o alemão e o inglês, conforme Paz e Haroldo de Campos, e que se volta contra a sociedade estabelecida, será o modelo para a contestação das vanguardas do "momento futurista". Os poetas do Romantismo, então, serão modelo de uma "atitude" dos poetas e outros artistas das vanguardas históricas, e esta atitude será quase tão importante quanto a obra, demonstrada através de muitos manifestos que colocam-na em pé de igualdade com uma poética. 
Sua poética, visando a novidade estética que se encontre fora de uma cadeia previsível de fenômenos, terá, sem dúvida, antecedentes, embora seja norma não repeitá-los igualmente, conforme uma postura de vanguarda. Se a permeabilidade entre gêneros, mesclando poesia e prosa, por exemplo, já havia se popularizado desde Baudelaire, destruindo uma visão institucionalizada do conceito de poesia, para teóricos como o poeta Augusto de Campos "o marco divisório da linguagem poética de invenção, na modernidade é a obra Un Coup De Dés de Mallarmé (1897), o poema concebido intersemioticamente como estrutura fragmentária ("subdivisions prismatiques de l'Idée"), na confluência do painel visual e da partitura musical". 
Considera o poeta que "A partir da compreensão dessa obra foi possível rever as experiências das vanguardas do começo do século e caminhar para novas elaborações". Quer dizer que o poeta considera a obra do poeta Mallarmé como o ponto de partida para as mais importantes experiências formais das vanguardas do início do século XX e para a poesia experimental ou de invenção subsequente.

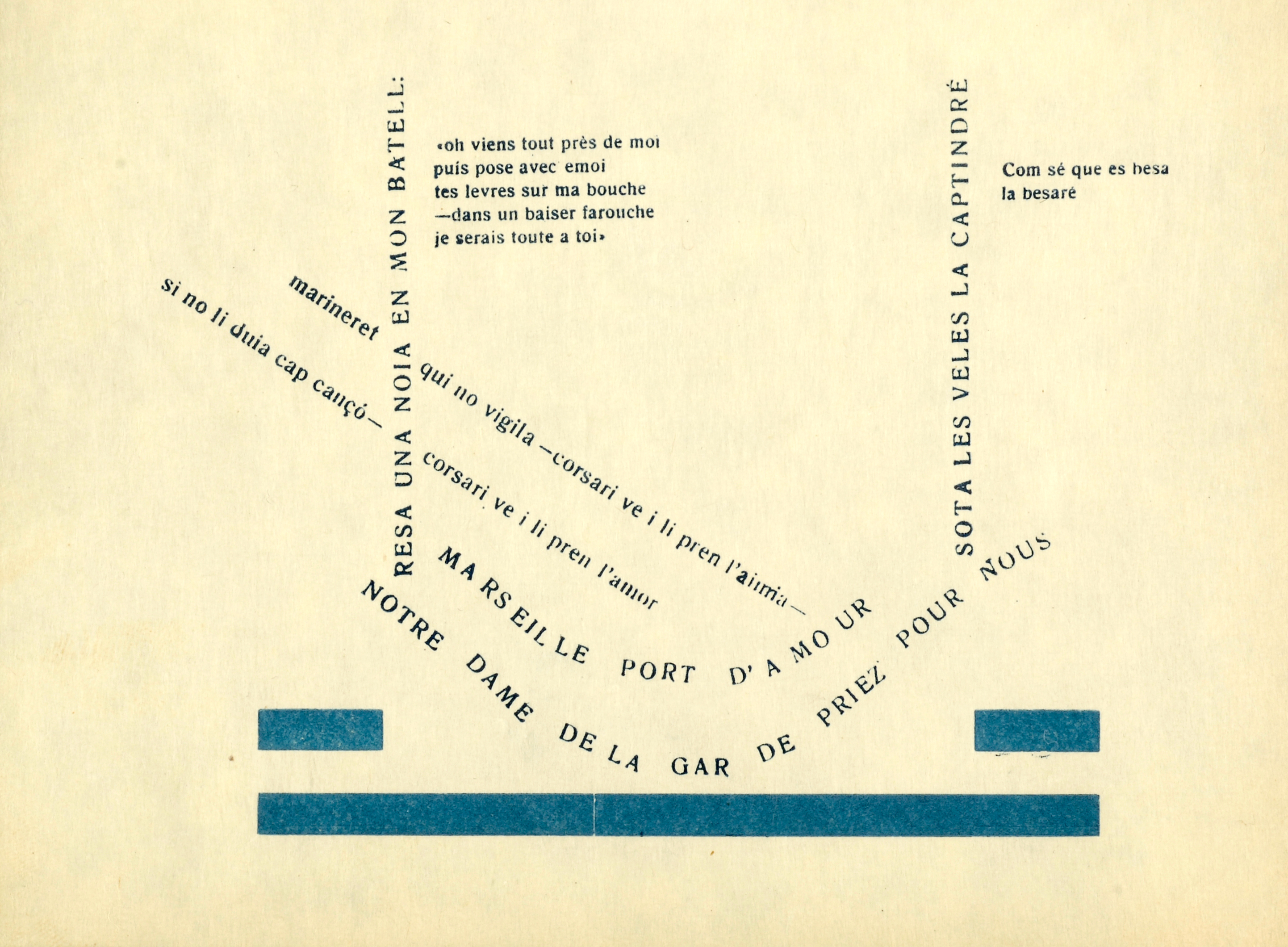
vaixell, caligrama do poeta catalão Joan Salvat-Papasseit, em El poema de La rosa als llavis, 1923. Aqui, o poema está dividido em segmentos visuais, como em Un Coup De Dés de Mallarmé (1897).

Sendo esta última uma hipótese muito provável, podemos concluir, como Umberto Eco, que a poesia de vanguarda transita no campo da "experimentação formal", embora a mera experimentação não caracterize uma vanguarda, visto que a experimentação, no caso da poesia, se dirigiria à contestação de uma tradição literária anterior, enquanto a verdadeira vanguarda vai além, trazendo uma utopia provocadora à sociedade.
Assim, é possível determinar, concordando com  o teórico italiano Renato Poggioli, citado por Eco em Sobre os espelhos e outros ensaios, que os elementos típicos do espírito vanguardista são: 
- o “antagonismo: age-se contra alguma coisa ou contra alguém” (por exemplo, o estado, a burguesia, as instituições acadêmicas);
- o “culto da juventude” (identificada com a vitalidade, a energia, a oposição ao antigo);
- a "preponderância da poética sobre a obra” ou seja, as teses defendidas nos manifestos e a concepção revolucionária da obra artística eram mais importantes do que a própria obra. Conta a "atitude", "o ativismo".

Logo, o experimentalismo joga com a obra em si - a vanguarda “joga com o grupo de obras ou de não-obras, algumas das quais são meros exemplos de poética”.

## Consolidação das vanguardas

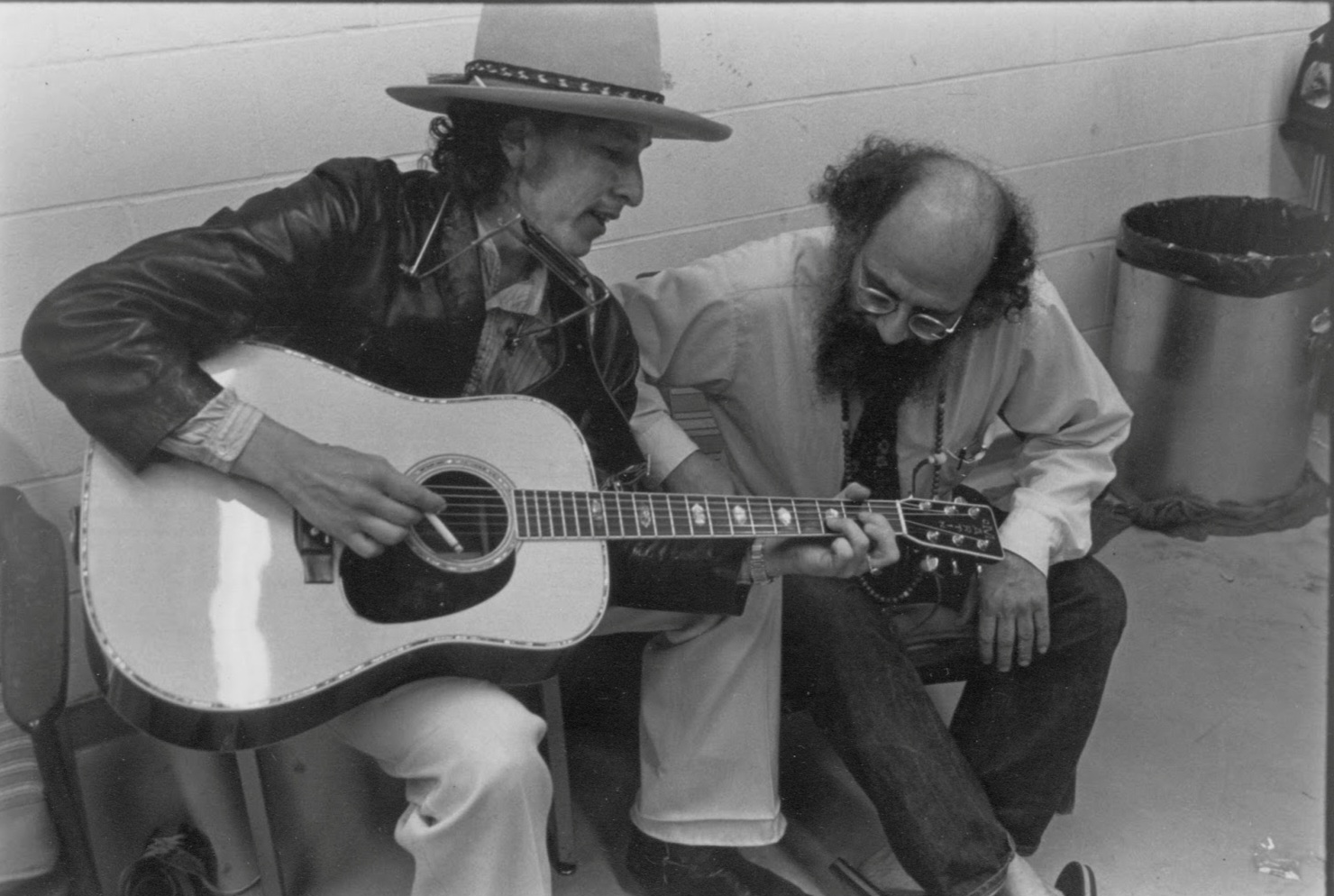
Ginsberg com Bob Dylan, 1975. Impulsionados por experimentos sonoristas utilizados pelos poetas das vanguardas do início do século XX, a Geração Beat acabou influenciando e sendo influenciada pela música pop e pelo jazz, atuando juntamente com músicos na apresentação de sua poesia e constituindo uma segunda onda vanguardista na poesia.

Sendo a experiência histórica das vanguardas europeias do início do século XX amplamente teorizada e conhecida, o seu espírito e as suas técnica se consolidaram a partir do final da II Guerra Mundial.
Tendo o seu fim sido causado pela mesma tecnologia, energia e militarismo saudados em seus manifestos, a primeira onda da vanguarda  foi consolidada na segunda metade do século XX. Após a II Grande Guerra e a partir, principalmente, da década de 1950, o mundo "assistiu a uma nova onda de movimentos vanguardistas ou experimentais", marcadamente até a década de 1970, "com a Poesia Concreta, a Language Poetry, o Neobarroco latino-americano, o Oulipo francês e o Experimentalismo Poético Português (PO-EX)", entre outros. A poesia visual e fonética, entre outras inovações desenvolvidas por futuristas, dadaístas, cubistas, expressionistas, etc , após um período de relativo conservadorismo no campo da poesia, é retomada, formando "os pressupostos formais da poesia da Era Tecnológica", usando as palavras de Augusto de Campos. 

Por este motivos, alguns, como o poeta Claudio Willer, vêm utilizando o termo Segunda vanguarda para definir os inúmeros movimentos de cunho experimental que reciclam e radicalizam os novos recursos trazidos pelas vanguardas históricas. 

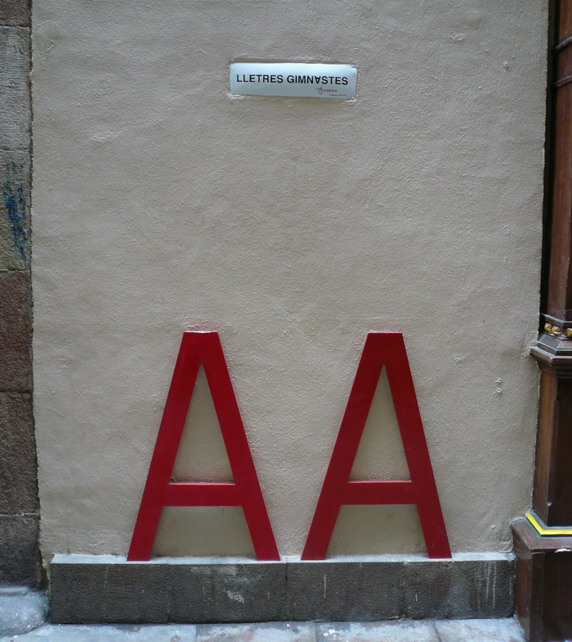
Poema visual Lletres Gimnastes (1997) na fachada da instalação "El Ingenio", em Barcelona, de Joan Brossa.

Por outro lado, embora seja possível considerar tais movimentos como uma consolidação e/ou aprofundamento das linguagens poéticas vindas à tona no "momento futurista", formando uma "Segunda geração vanguardista", a teórica Marjorie Perloff defende a tese de que "seria mais adequado considerar a poesia concreta brasileira como "retaguarda" do que como "vanguarda", lembrando que, em analogia com a origem militar do termo vanguarda, "a retaguarda do exército é a parte que protege e consolida o movimento das tropas em questão".. 
Constata a autora também que o termo Pós-Modernismo "já não é visto como a década de 1970, quando era sinônimo de tudo que era inovador, avançado e radical", pretendendo substituir o Modernismo ou o moderno, nos quais as vanguardas inserem-se. Constata a autora que "nas décadas finais do século XX essa perspectiva sofreu um revés e o pós-moderno passou a ser visto negativamente pelo fato de não ser realmente experimental ou neovanguardista", e como a autora "a crítica americana constata que é ainda na fase embrionária do Modernismo que se encontram os pontos de contato com as práticas poéticas vanguardistas de hoje que são as realizadas pelos poetas da Language (grupo de vanguarda da poesia norte-americana dos anos 1960 e 70)". Estamos agora tratando da "tradição" modernista dos Estados Unidos no século XX, cujos poetas do chamado "Alto Modernismo" são considerados pela referida autora como compartilhadores contemporâneos de alguns dos princípios das vanguardas históricas. Nesta "tradição", que inclui poetas como Ezra Pound é que os (considerados pela autora) neovanguardistas estadunidenses terão a sua fonte, embora, pelo pensamento de Umberto Eco aqui catalogado, Pound e outros poetas do "Alto Modernismo" dos EUA somente possam ser qualificados como experimentais, e não como vanguarda.
Como no caso do Concretismo poético, os poetas Language, bem como outros poetas que são classificados costumeiramente como vanguardistas, atuam, mesmo tendo disponíveis tecnologias anteriormente inexistentes que permitem, por exemplo, dar movimento e forma tridimensional a um texto, consolidando as invenções das primeiras vanguardas, e poderiam entrar na classificação de "retaguarda" criada por Perloff, não no sentido de algo oposto à vanguarda, mas no sentido de serem continuadores desta.